# Me, Myself and Martin Laursen
|  | Denne artikel er oprettet af botten Steenthbot ud fra en ekstern database. Den kan derfor have sproglige fejl eller mangler. Denne skabelon kan fjernes efter kontrol af indholdet. |

Me, Myself and Martin Laursen er en dansk dokumentarfilm fra 2012 instrueret af Anthony Tullberg.

## Handling
Anthony Tullberg er en dansk fodboldspiller hvis karriere endte i den danske 2. division. Han beslutter at lave en film om Martin Laursen, som er en fodboldspiller, der i Anthonys optik, på trods af manglende fodboldtalent, får kæmpet sig til en fantastisk karriere. Martin er én af blot fire danskere, der har vundet Champions League. Anthonys undersøger i sin film hvad der skal til for at klare sig i det benhårde og kyniske professionelle fodboldmiljø. Gennem processen indser han, at der ikke kun er teknik og boldtalent, der baner vejen til stjernerne.